# آتشفشان نابرو
آتشفشان نابرو یک کوه در اریتره است که در منطقه دریای سرخ جنوبی واقع شده‌است. آتشفشان نابرو ۲٬۲۱۸ متر بالاتر از سطح دریا واقع شده‌است.